# Élections régionales de 2020 dans le Burgenland
Les élections régionales de 2020 dans le Burgenland (Landtagswahl im Burgenland 2020) ont lieu le 26 janvier 2020 Autriche dans le Land autrichien de Burgenland.
Elles voient la victoire surprise du SPÖ, jusque là en coalition, qui remporte la majorité absolue des sièges. Cette victoire, à contre sens de la tendance à la baisse du parti au niveau national, est attribuée à la stratégie du dirigeant local Hans Peter Doskozil d'un virage vers la droite sur les questions migratoires et sécuritaires. Le FPÖ, ex partenaire de coalition du SPO, connait une nette baisse tandis que les Verts n'enregistrent pas la hausse attendue. La Liste Burgenland perd tous ses sièges.

## Résultats

### Au niveau régional
|                          |                                                        |         |       |      |        |               |  |  |  |  |  |  |  |  |
| Parti                    | Parti                                                  | Voix    | %     | +/-  | Sièges | +/-           |  |  |  |  |  |  |  |  |
|                          | Parti social-démocrate d'Autriche (SPÖ)                | 92 633  | 49,94 | 8,02 | 19     | 4             |  |  |  |  |  |  |  |  |
|                          | Parti populaire autrichien (ÖVP)                       | 56 728  | 30,58 | 1,50 | 11     | en stagnation |  |  |  |  |  |  |  |  |
|                          | Parti de la liberté d'Autriche (FPÖ)                   | 18 160  | 9,79  | 5,25 | 4      | 2             |  |  |  |  |  |  |  |  |
|                          | Les Verts - L'Alternative verte (Grünen)               | 12 466  | 6,72  | 0,29 | 2      | en stagnation |  |  |  |  |  |  |  |  |
|                          | NEOS - La nouvelle Autriche et le Forum libéral (NEOS) | 3 177   | 1,71  | 0,62 | 0      | en stagnation |  |  |  |  |  |  |  |  |
|                          | Liste Burgenland (LBL)                                 | 2 336   | 1,26  | 3,56 | 0      | 2             |  |  |  |  |  |  |  |  |
|                          |                                                        |         |       |      |        |               |  |  |  |  |  |  |  |  |
| Votes valides            | Votes valides                                          | 185 500 | 98,93 |      |        |               |  |  |  |  |  |  |  |  |
| Votes blancs et nuls     | Votes blancs et nuls                                   | 1 998   | 1,07  |      |        |               |  |  |  |  |  |  |  |  |
| Total                    | Total                                                  | 187 498 | 100   | -    | 36     | en stagnation |  |  |  |  |  |  |  |  |
| Abstentions              | Abstentions                                            | 62 683  | 25,06 |      |        |               |  |  |  |  |  |  |  |  |
| Inscrits / participation | Inscrits / participation                               | 250 181 | 74,94 |      |        |               |  |  |  |  |  |  |  |  |